# Кадалунди
Кадалунди (малаялам: കടലുണ്ടിപ്പുഴ) — одна из крупнейших рек индийского штата Керала. Берёт своё начало на склонах Западных Гхат, течёт через округ Малаппурам и впадает в Лаккадивское море. Основные притоки: Олипужа и Велияр. Длина реки составляет около 130 км, площадь бассейна: 1122 км².